# Rydsnäs
Rydsnäs är en tätort i Ydre kommun och kyrkby i Västra Ryds socken i Östergötlands län, belägen vid sydligaste änden av sjön Östra Lägern.

## Historia
Eksjö-Österbymo Järnväg var en smalspårig järnväg, som invigdes 1915 och som passerade bland annat Rydsnäs. Den fick blott en drygt femtioårig historia, då den revs upp 1969-70. Järnvägen hade särskilt i början en stor betydelse för utvecklingen av hela socknen med den gamla kyrkbyn Västra Ryd och Rydsnäs som växte till och utvecklades till traktens centrala samhälle.

### Befolkningsutveckling
| Befolkningsutvecklingen i Rydsnäs 1960–2020 | Befolkningsutvecklingen i Rydsnäs 1960–2020 | Befolkningsutvecklingen i Rydsnäs 1960–2020 | Befolkningsutvecklingen i Rydsnäs 1960–2020 | Befolkningsutvecklingen i Rydsnäs 1960–2020 |
| ------------------------------------------- | ------------------------------------------- | ------------------------------------------- | ------------------------------------------- | ------------------------------------------- |
|                                             |                                             |                                             |                                             |                                             |
| År                                          |                                             |                                             | Folkmängd                                   | Areal (ha)                                  |
| 1960                                        | 1960                                        |                                             | 348                                         |                                             |
| 1965                                        | 1965                                        |                                             | 338                                         |                                             |
| 1970                                        | 1970                                        |                                             | 315                                         |                                             |
| 1975                                        | 1975                                        |                                             | 324                                         |                                             |
| 1980                                        | 1980                                        |                                             | 350                                         |                                             |
| 1990                                        | 1990                                        |                                             | 402                                         | 74                                          |
| 1995                                        | 1995                                        |                                             | 368                                         | 74                                          |
| 2000                                        | 2000                                        |                                             | 343                                         | 75                                          |
| 2005                                        | 2005                                        |                                             | 304                                         | 75                                          |
| 2010                                        | 2010                                        |                                             | 277                                         | 75                                          |
| 2015                                        | 2015                                        |                                             | 282                                         | 86                                          |
| 2020                                        | 2020                                        |                                             | 282                                         | 87                                          |
|                                             |                                             |                                             |                                             |                                             |

## Idrott
Rydsnäs IF var ett bandylag som 2006 spelade i division 3 men som senare valde att samarbeta med Sunds BK för att på så sätt kunna fortsätta bandyverksamheten.